# Afrobeat
Afrobeat é uma combinação de música iorubá, jazz, highlife, funk e ritmos, fundido com percussão africana e estilos vocais, popularizado na África na década de 1970.
O principal criador do Afrobeat e artista nigeriano exclusivo de longa data foi o multi-instrumentista e líder de banda Fela Kuti, que cunhou o termo Afrobeat, moldado a estrutura musical, e também o contexto político do gênero na Nigéria.
Nigerianos foram os primeiros a introduzir a Afrobeat em 1970, quando Kuti de regresso de uma turnê aos E.U. com seu grupo "Nigéria 70" (ex-Koola Lobitos). O novo som de Kuti arrastou-o de um clube que ele construiu chamado afro-Santuário.
Ao chegar na Nigéria, Kuti mudou o nome do seu grupo para Fela Ransome-Kuti & África 70. A banda manteve-se por um período de cinco anos de residência no Afro-Santuário de 1970-75, enquanto Afrobeat prosperou entre os jovens nigerianos.
As características do Afrobeat são:
- Big Bands: Um grande grupo de músicos tocando vários instrumentos;
- Energia: energética, empolgante e com alta velocidade, percussão Polirrítmica;
- Repetição: Os mesmos movimentos musicais são repetidos várias vezes;
- improvisação: Apresentação sem conjunto musical;
- Combinação de gêneros: Uma mistura de diversas influências musicais.
- Vocais tendem a ser cantadas em iorubá e pidgin inglês, como por Kuti, que disse, em perfeito inglês, considerar estas como sendo as mais entendidas em todas as línguas das fronteiras da África.

## Origens
Afrobeat originou-se na parte sul da Nigéria nos anos 60 quando Kuti experimentou com muitas formas diferentes de música contemporânea da época. Predominantes na sua música são harmonias e ritmos nativos Africanos, tendo diversos elementos e combinando, modernização e improvisando sobre eles. Políticas são essenciais para o gênero de Afrobeat, desde o fundador Kuti a crítica social é utilizada para preparar o caminho para a mudança social.
Sua mensagem pode ser descrita como relativa a confronto e controvérsia, que pode ser relacionada com o clima político da maior parte dos países da África nos anos 60, muitos dos quais foram lidar com a injustiça política e corrupção militar ao mesmo tempo recuperando pela transição de governos coloniais à autodeterminação. Com o gênero espalhado por todo o continente africano muitas bandas assumiram o estilo. As gravações destas bandas e suas músicas raramente eram ouvidas ou exportadas para o exterior mas em muitos países de origem já podem ser encontradas na compilação álbuns e CDs gravados de lojas especializadas.

### Influência
Muitos musicos de jazz têm sido atraídos para o Afrobeat. Desde de Roy Ayers nos anos setenta a Randy Weston nos anos noventa, houve colaborações que resultaram em álbuns como África: Centre of the World por Roy Ayers, realizado pela etiqueta Polydor em 1981. Em 1994 Branford Marsalis, o saxofonista de jazz americano, incluiu amostras de Fela "Beast of No Nation" no seu álbumBuckshot leFonque.
Afrobeat foi profundamente influenciada por importantes produtores contemporâneos como Brian Eno, que creditaram Fela Kuti como uma influência. Os metais do Antibalas são músicos convidados nos álbuns Foals, Antídotes.
A nova geração de DJs do anos 2000 que se apaixonaram tanto pelo material de Kuti e outros raros lançamentos, fizeram compilações e remixes dessas gravações e assim, reintroduzir o gênero para novas gerações de ouvintes e fãs do Afropop e Groove.